# Бабчинська Марія
Марі́я Бабчи́нська  (псевдонім — Зі́рка; 1919, с. Торське, нині Чортківського району Тернопільської області) — українська акторка.

## Життєпис
У 1935—1939 виступала в мандрівних театральних трупах П. Карабіневича, О. Урбанського, М. Коморовського. Від вересня 1939 — в Тернопільському обласному українському театрі.
1945 виїхала до Польщі.
Ролі у виставах:
- «Наталка Полтавка» І. Котляревського,
- «Запорожець за Дунаєм» С. Гулака-Артемовського,
- «Циганка Аза» М. Старицького,
- «Украдене щастя» І. Франка та інші.